# El Escobal, Michoacán de Ocampo
El Escobal är en ort i Mexiko.   Den ligger i kommunen Morelia och delstaten Michoacán de Ocampo, i den södra delen av landet, 220 km väster om huvudstaden Mexico City. El Escobal ligger 2 155 meter över havet och antalet invånare är 313.
Terrängen runt El Escobal är huvudsakligen kuperad, men söderut är den platt. Runt El Escobal är det tätbefolkat, med 493 invånare per kvadratkilometer. Närmaste större samhälle är Morelia, 16,3 km norr om El Escobal. I omgivningarna runt El Escobal växer i huvudsak blandskog.